# رامز بيلعب بالنار
رامز بيلعب بالنار، هو برنامج مقالب من إعداد وتقديم رامز جلال أُعد للعرض في موسم رمضان 1437 هـ / 2016م يومياً على قناتي مركز تلفزيون الشرق الأوسط (MBC).

## خلفية البرنامج
رامز جلال، الممثل المصري الذي قدم خمسة برامج مقالب للتلفزيون في الخمس سنوات الماضية في شهر رمضان . في عام 2011، قام ببطولة رامز قلب الاسد ، رامز ثعلب الصحراء في عام 2012، والذي تعرض لانتقادات شديدة، رامز عنخ آمون في عام 2013، رامز قرش البحر في عام 2014 ورامز واكل الجو في 2015. يعود في رمضان 2016 ليقدم برنامج مقالب جديد.

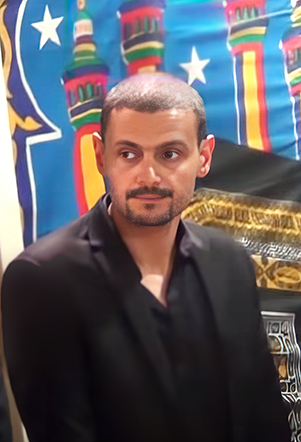
رامز جلال مُعد ومُقدم البرنامج

## تفاصيل البرنامج
تقوم فكرة البرنامج على استضافة الضحايا داخل برج عملاق بالمغرب لعمل مقابلة تلفزيونية معه، وأثناء ذلك يحدث حريق متبوعاً بسلسلة انفجارات، فتتم مُحاصرة الضيف وإجباره من طرف رامز المتنكر بزي إطفائي على الهروب نحو السطح حيث توجد طائرة مروحية للإنقاذ. فينتهي المقلب بإظهار رامز لشخصيته.

## الإنتاج
وليد بن إبراهيم آل إبراهيم، رئيس مجموعة قنوات إم بي سي .

## البث
- إم بي سي 1
- إم بي سي مصر
- أل بي سي أوروبا
- أل دي سي

## ضيوف البرنامج
| الحلقة | ضيوف البرنامج               |
| ------ | --------------------------- |
| 1      | راغب علامة                  |
| 2      | غادة عادل                   |
| 3      | أحمد حسام ميدو              |
| 4      | ويزو شيماء سيف              |
| 5      | أنتونيو بانديراس            |
| 6      | أمير كرارة                  |
| 7      | بيومي فؤاد                  |
| 8      | لجين عمران مهيرة عبد العزيز |
| 9      | مها أحمد الخليل كوميدي      |
| 10     | علا غانم                    |

| الحلقة | ضيوف البرنامج             |
| ------ | ------------------------- |
| 11     | أشرف زكي روجينا           |
| 12     | صابر الرباعي              |
| 13     | عمرو مصطفى                |
| 14     | لقاء الخميسي              |
| 15     | علاء مرسي سامية الطرابلسي |
| 16     | ميرهان حسين               |
| 17     | تامر هجرس                 |
| 18     | بوسي                      |
| 19     | عمرو يوسف                 |
| 20     | هيا الشعيبي               |

| الحلقة | ضيوف البرنامج            |
| ------ | ------------------------ |
| 21     | عبد الله مشرف عزمي مجاهد |
| 22     | سميرة سعيد               |
| 23     | دينا الشربيني            |
| 24     | علي الحجار               |
| 25     | ستيفن سيغال              |
| 26     | انتصار                   |
| 27     | مها أبو عوف              |
| 28     | أحمد شيبة ألا كوشنير     |
| 29     | نرمين الفقي إدوارد       |
| 30     | ملخص للحلقات السابقة     |

1. ↑  تم الإتفاق مع إدوارد لعمل المقلب لنرمين الفقي

## وصلات خارجية
- شاهد صور برنامج «رامز بيلعب بالنار» مقالب رامز جلال في رمضان 2016
- إعداة مشاهدة الحلقات بعد عرضها، على الموقع الرسمي المخصص شاهد دون نت.
- الصفحة الرسمية للبرنامج، على موقع التواصل الإجتماعي.